# Tháng mười
Tháng mười là tháng thứ mười theo lịch Gregorius, có 31 ngày.

## Những sự kiện trong tháng 10
- 1: Ngày Người Cao niên Quốc tế (International Day for Older Persons)
- 4: Tuần lễ Không gian Thế giới (World Space Week)
- 5: Ngày Nhà giáo Thế giới (World Teacher's Day)
- Thứ hai đầu tháng: Ngày Cư ngụ Thế giới (World Habitat Day)
- 8: Ngày phát sóng kênh truyền hình quốc gia VTV9
- 9: Ngày Bưu điện Thế giới (World Post Day)
- 10: Thăng Long - Hà Nội
- 13: Ngày Quốc tế Giảm nhẹ Thiên tai (International Day for Disaster Reduction)
- 14: Ngày thành lập Hội Nông dân Việt Nam
- 15: Ngày thành lập Hội LHTN Việt Nam, ngày dân vận khéo
- 16: Ngày Lương thực Thế giới (World Food Day)
- 17: Ngày Quốc tế xóa nghèo (International Day for the Eradication of Proverty)
- 20: Ngày Phụ Nữ Việt Nam (VietNam Women's Day)
- 23: Ngày mở đường Hồ Chí Minh trên biển
- 24: Ngày Liên hợp Quốc (United Nations Day) và Ngày Phát triển Thông tin Thế giới (World Development Information Day)
- 24 - 30: Tuần lễ Giải trừ quân bị (Disarmament Week)
- 31: Lễ hội Halloween (Halloween)